# برونسون بينشوت
برونسون بينشوت (بالإنجليزية: Bronson Pinchot)‏ هو ممثل أمريكي، ولد في 20 مايو 1959 بمانهاتن في الولايات المتحدة.

## أعمال

### أفلام
- (1983) ريسكي بيزنس[4]
- (1984) شرطي بيفرلي هيلز[5][6][7]
- (1994) شرطي بيفرلي هيلز 3[8][9]
- (1996) الشجاعة تحت النار[10]

### مسلسلات
- تشاك
- خطوة بخطوة
- مغامرات صابرينا المخيفة[11]
- هاواي فايف أو

## وصلات خارجية
- برونسون بينشوت على موقع IMDb (الإنجليزية)
- برونسون بينشوت على موقع ميتاكريتيك (الإنجليزية)
- برونسون بينشوت على موقع روتن توميتوز (الإنجليزية)
- برونسون بينشوت على موقع ألو سيني (الفرنسية)
- برونسون بينشوت على موقع ميوزك برينز (الإنجليزية)
- برونسون بينشوت على موقع تيرنر كلاسيك موفيز (الإنجليزية)
- برونسون بينشوت على موقع أول موفي (الإنجليزية)
- برونسون بينشوت على موقع قاعدة بيانات برودواي على الإنترنت (الإنجليزية)
- برونسون بينشوت على موقع قاعدة بيانات الأفلام السويدية (السويدية)
- برونسون بينشوت على موقع إن إن دي بي (الإنجليزية)